# Best Western Plus Park Globetrotter Copenhagen Airport
Best Western Plus Park Globetrotter Copenhagen Airport, tidligere Park Inn Copenhagen Airport, er et hotel beliggende på Amager ca. to km. nord for Københavns Lufthavn, Kastrup umiddelbart ved Kastrup Fort. 
Hotellet blev opført i 1969, men er siden renoveret i 2008. 